# Hiéroglyphe égyptien R4

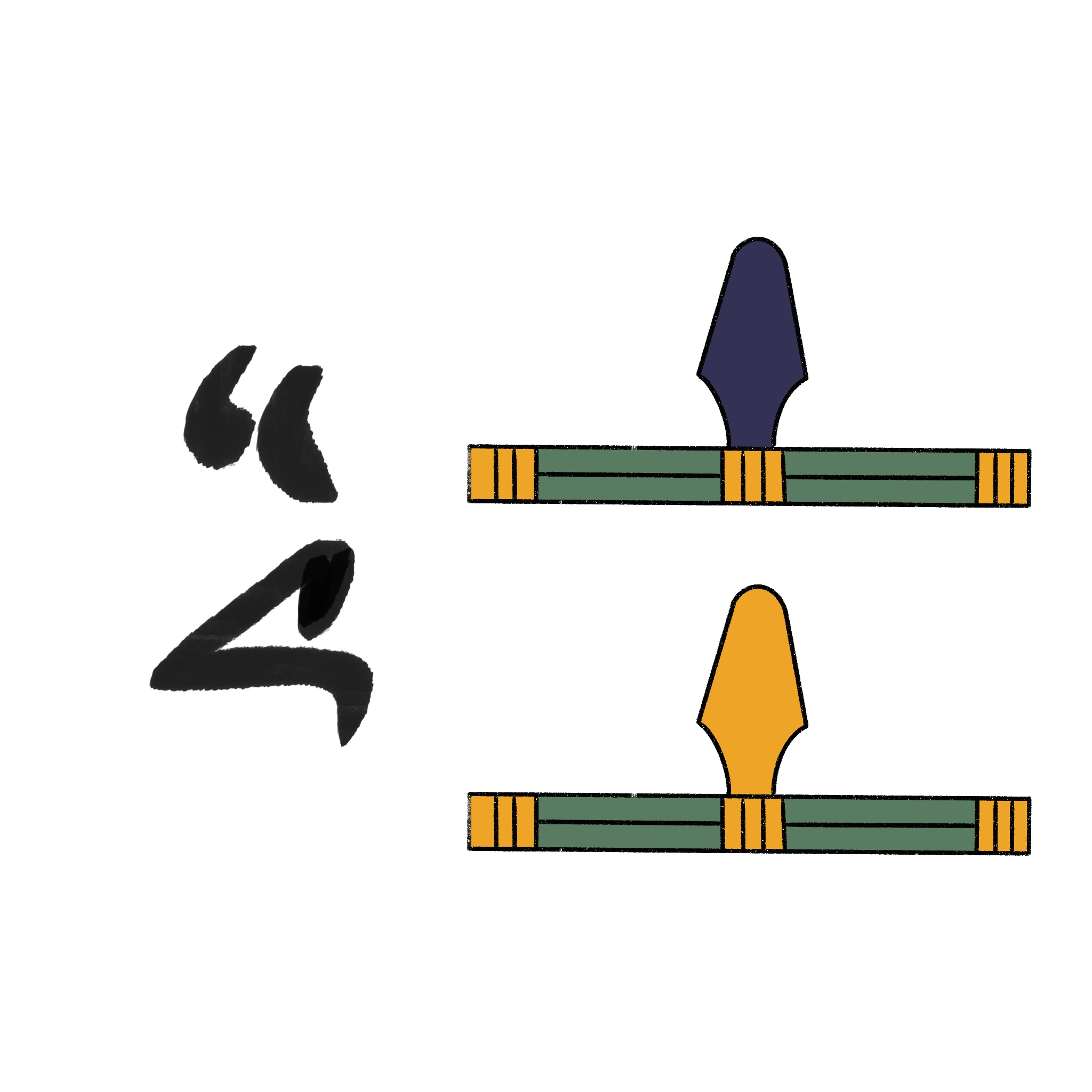
Version hiératique et hiéroglyphique

Le pain sur une natte en hiéroglyphes égyptiens, est classifié dans la section R « Mobilier cultuel et emblèmes sacrés » de la liste de Gardiner ; cet hiéroglyphe y est noté R1.

## Représentation
Il représente une natte de roseaux tressée sur laquelle est placé un pain (hiéroglyphe X2) bleu, parfois jaune dans les plus anciennes attestations. Il est translittéré ḥtp.

## Utilisation
| Htp · t · p | / | Htp · Z1 |

| Htp · t · p | / | Htp · Z1 |

d'où découle (par dérivation du sentiment de satisfaction procuré par l'offrande) sa fonction en tant que 
| Htp · t · p | / | Htp |

| Htp · t · p | / | Htp |

pardonner, être en paix, être pacifique, se calmer, s'apaiser, se reposer, aller se reposer, se coucher, satisfaire, contenter, pacifier, apaiser, occuper, prendre, reposer dans, adopter, prendre » et dérivés.
| H | Htp · t · p |

| H | Htp · t · p |

|  | . |

## Exemples de mots
| R4 · X2 · W24 |

| R4 · X2 · W24 |

| R4 |

| R4 |

| ii | m | R4 · t · p |

| ii | m | R4 · t · p |